# Weißschuppen-Zwergspecht

Verbreitungsgebiet des Weißschuppen-Zwergspechtes

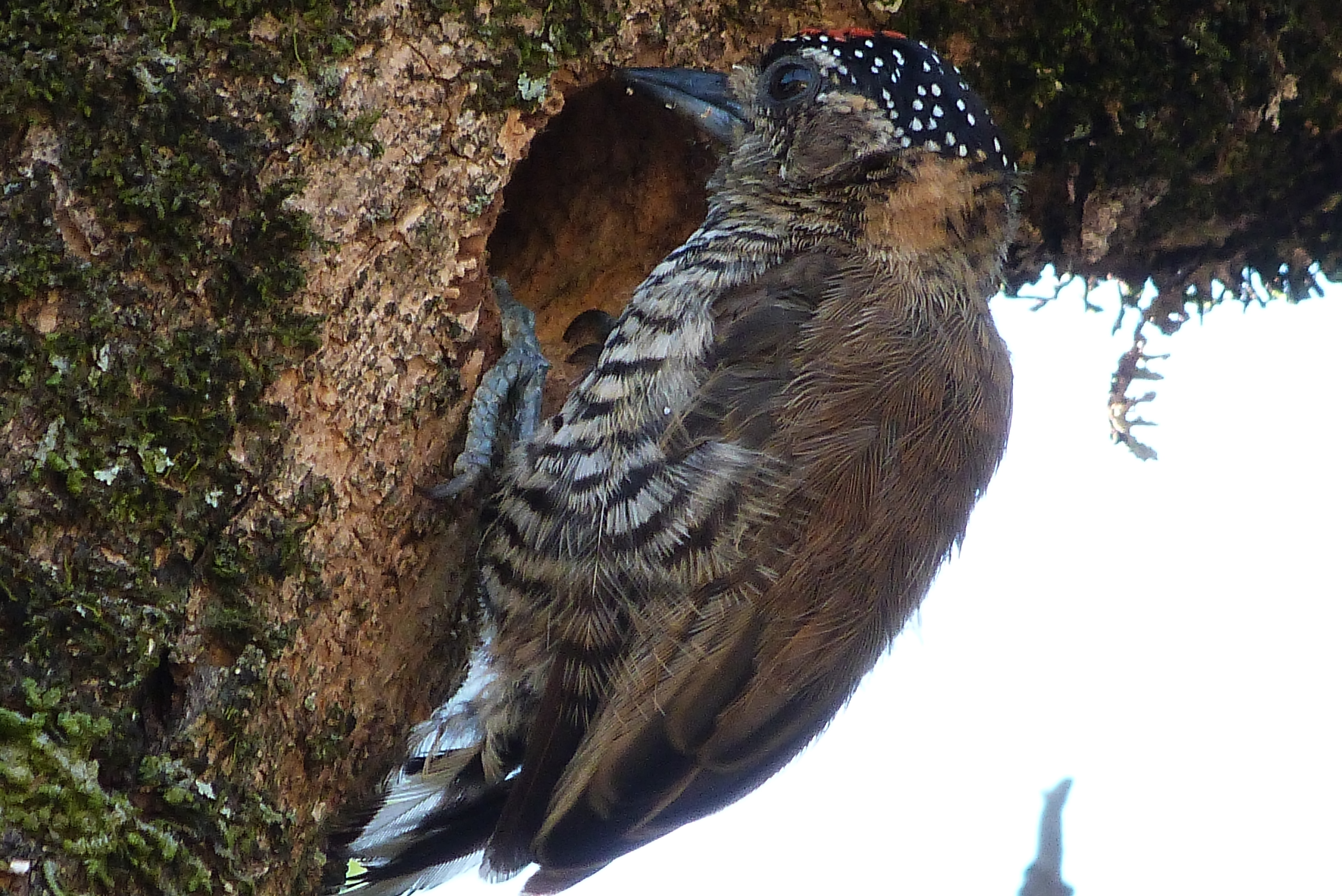
Weibchen

Der Weißschuppen-Zwergspecht (Picumnus albosquamatus) ist eine Vogelart aus der Gattung der Zwergspechte (Picumnus) aus der Familie der Spechte (Picidae).
Der Vogel kommt in Argentinien, Bolivien, Brasilien und Paraguay vor.
Der Lebensraum umfasst dichter bewachsene, offene und mäßig trockene Feuchtsavanne (Cerrado), auch Galeriewald im Tiefland und in den Vorbergen bis 2100 m.
Der Artzusatz kommt von lateinisch albus ‚weiß‘ und lateinisch squamatus ‚geschuppt‘.

## Merkmale
Die Art ist 10–11 cm groß und wiegt zwischen 9 und 11 g. Das Männchen hat eine schwarze bis zum Nacken reichende Kopfkappe mit seitlich kleinen weißen Punkten, die Stirn trägt breite rote Federspitzen. Die Zügel und Nasenhaare sind weißlich mit schwarzer Begrenzung über die untere Stirn verlaufend, Kopfseiten bis hinterer Nacken sind kräftig braun gefärbt mit schwarzen Federrändern. Hinter dem Auge sieht man eine weiße Linie. Die Oberseite ist warm braun bis graubraun, manchmal haben einige Feder hellere Spitzen. Die Flügeldecken sind braun und haben breite hellere Ränder, die Flugfedern sind dunkelbraun, Armschwingen und Schirmfedern haben an den Außenseiten breite gelblich-weiße Ränder. Die Schwanzoberseite ist dunkelbraun, das zentrale Federpaar zeigt auf der Innenseite einen breiten weißen Streifen, die äußeren beiden Steuerfedern haben einen breiten schräg verlaufenden weißen Subterminalfleck auf. Kinn und Kehle sind weiß mit schwarzen Federrändern und wirken geschuppt. Die übrige Unterseite ist weißlich, etwas blass gelblich überhaucht, auf der Brust erzeugen schmale schwarze Federränder einen schuppigen Eindruck, Flanken und Bauch sind einfarbig oder haben eine zarte Strichelung. Die Flügelunterseite ist blass braun, die Unterflügeldecken sind weißlich. Der relative lange Schnabel ist spitz, der Schnabelfirst kaum gebogen, schwärzlich mit hellerer Basis am Unterschnabel. Die Iris ist braun, die Orbitalhaut grau und die Beine sind grau bis grünlich-grau.
Beim Weibchen fehlt das Rot am Kopf. Jungvögel sind blasser, weniger kontrastreich gefärbt und stärker gebändert.
Die Art kann mit dem Zebrazwergspecht (Picumnus cirratus), dem Temminckzwergspecht (Picumnus temminckii) und dem Andenzwergspecht (Picumnus dorbignyanus) hybridisieren.

## Geografische Variation
Es werden folgende Unterarten anerkannt:
- P. a. albosquamatus D'Orbigny, 1841, Nominatform, – Norden Bolivien bis Südwesten Brasiliens und angrenzender Norden Paraguays
- P. a. guttifer (Sundevall, 1866), – Brasilien von Mato Grosso bis Pará, Maranhão, Goiás und Minas Gerais, größer, dunkler mit deutlicher abgegrenzten dunkelbraunen Ohrdecken, einzelne helle Flecken an den Spitzen der Flügeldecken, auf der Oberseite oft mehr Federn mit schwarzer Mitte und blassen Rändern, schwarz gestreifte Federschafte mit breiteren schwarzen Federrändern an Kehle und Brust, die weitgehend schwarz imponieren können. Unterseite warm gelbbraun mit breiter schwarzer Zeichnung, mehr Rot beim Männchen am Scheitel.

## Stimme
Der Ruf des Männchens wird als hochtöniges, anfänglich leicht ansteigendes, dann langsam abfallendes Trillern über 1 bis 2 Sekunden “tititititititititititi” beschrieben

## Lebensweise
Über Nahrung und Brutzeit ist kaum etwas bekannt. Die Art ist vermutlich ein Standvogel.

## Gefährdungssituation
Der Bestand gilt als „nicht gefährdet“ (least Concern).